# Célia Šašić
Célia Šašić (nacida como Celia Okoyino da Mbabi; Bonn, Alemania; 27 de junio de 1988 ) es una exfutbolista alemana. Su último equipo fue el 1. FFC Frankfurt de la Bundesliga femenina y fue miembro de la selección femenina de fútbol de Alemania. Su padre es camerunés y su madre es francesa. En agosto de 2013 contrajo matrimonio con el futbolista amateur de origen croata, Marko Šašić y tomó su apellido. En julio de 2015 anunció que se retiraba del fútbol profesional.

## Trayectoria
Su carrera futbolística empezó a los cinco años con el equipo TuS Germania Hersel, cuando su hermano mayor la llevó para sus entrenamientos. En el año 2004 transfirió al equipo SC 07 Bad Neuenahr, donde desde un principio tuvo un puesto en el primer equipo. 
Luego de una exitosa carrera en las selecciones nacionales menores, que incluye el título de campeona del mundo obtenido en la Copa Mundial Femenina de Fútbol Sub-19 de 2004 en Tailandia, Šašić hizo su debut con la selección mayor el 28 de enero de 2005 contra China en Quanzhou. El 18 de marzo de 2007, en un partido contra el Bayern Munich, sufrió una fractura de tibia, lo que le impidió ser seleccionada para la Copa Mundial Femenina de Fútbol de 2007 en China. Obtuvo la medalla de bronce en los Juegos Olímpicos de Pekín 2008 y se coronó campeona europea en la Eurocopa Femenina 2009 y la Eurocopa Femenina 2013.
Fue seleccionada para participar en la Copa Mundial Femenina de Fútbol de 2011 en su natal Alemania, y en el partido inaugural frente a Canadá anotó el gol de la victoria para el equipo alemán. 
El 24 de mayo de 2015 Célia Šašić fue nombrada a la escuadra alemana para la Copa Mundial Femenina de Fútbol de 2015.
El 19 de julio de 2011, en conexión con la Copa Mundial Femenina de Fútbol, tuvo un papel pequeño en un episodio de la exitosa serie televisiva alemana Tatort, titulado "En fuera de lugar".